# Lupinus maculatus
Lupinus maculatus är en ärtväxtart som beskrevs av Per Axel Rydberg. Lupinus maculatus ingår i släktet lupiner, och familjen ärtväxter. Inga underarter finns listade i Catalogue of Life.